# Woman in Mind
Woman in Mind, traducida en castellano como Abejas en diciembre, es una obra de teatro del dramaturgo británico Alan Ayckbourn estrenada en 1985.

## Argumento
La obra se centra en la figura de Susan, una mujer madura atormentada por el mundo que le rodea: Gerald, un marido que no la atiende, Muriel, una hermana que la maneja a su antojo y Rick, un hijo que no le dirige la palabra. Incapaz de asumir su propia realidad, se inventa otra paralela, con Andy, un marido guapo y atento, Lucy una hija bella y que la adora y Tony, un hermano encantador. Solo el doctor Bill Windsord es capaz de comprender el mundo paralelo creado por la mente de Susan.

## Producciones
Se estrenó en el Stephen Joseph Theatre de la ciudad inglesa de Scarborough el 30 de mayo de 1985. Un año más tarde pasó al West End londinense (Vaudeville Theatre), en un montaje dirigido por el propio autor, con Julia McKenzie (Susan), Peter Blythe, Martin Jarvis, Josephine Tewson y Daniel Flynn.
Fue traducido al español por Francisco Melgares, y se estrenó en diciembre de 1987 en el Centro Cultural de la Villa de Madrid, con dirección de Joaquín Vida e interpretación de Irene Gutiérrez Caba (Susan), Manuel Galiana (Dr. Windsord), Nicolás Dueñas (Tony), Amparo Climent, Amparo Gómez Ramos, Francisco Olmo, José María Barbero y Juan Antonio Gálvez.
El estreno en Nueva York tuvo lugar en el Manhattan Theatre Club el 17 de febrero de 1988. Lynne Meadow dirigió el montaje interpretado por Stockard Channing (Susan). En el montaje de Los Ángeles (1992), el personaje principal fue asumido por Helen Mirren.